# 여름 성경 학교
여름 성경 학교(Vacation Bible School, VBS)는 여름 동안에 교회에서 주최하는 단기간의 성경 수업으로, 어린이들을 대상으로 한다. 

## 역사
1894년 처음 시작되었으며, 성당에서는 여름신앙학교라 한다.
성경을 통해서 하나님을 배우고 예수 그리스도 안에서 구원받아 하나님의 일군으로 성장시키려는 목적으로 방학 기간에 기독교 교육을 시행하는 학교로, 여름방학의 분위기는 교회의 어떤 회중 단체보다 교회를 기독교교육 이론의 변화에 보다 더 부합되게 만든다.
1901년 미국 뉴욕에서 휴가학교 운동이 시작되었는데, 방학을 이용하여 성경, 선교이야기, 성경공부, 유희 등을 배우기 위해 시작되었다. 
한국은 1922년 정동교회에서 처음 실시되어 5명의 교사가 200여 명의 아동을 가르쳤으며, 8·15광복 이후 여름성경학교가 운영되기 시작하여 각 교단 또는 개체교회 중심의 정규적 교회 절기 행사가 진행되었다. 
각 교단은 자체적으로 교육과정을 정하고 교과서를 편찬하며, 교단 전체, 또는 노회나 연회별 교사강습회를 개최하여 개교회의 여름성경학교의 프로그램을 지원하고 있다.
여름성경학교는 하나님의 존재를 믿게 하고 예수가 인간을 구원해주어 새사람이 되었음을 깨닫게 하여 성령으로 말미암아 하나님의 말씀대로 살게 한다. 학생들에게 집중적인 성경교육이 가능하며, 만남과 대화의 시간을 가질 수 있다. 
그리고 하나님의 자녀로서의 자부심하고 긍지를 심어주어 모든 어린이가 자연스럽게 교회에 출석할 수 있는 기회를 제공해준다. 
성경학교가 끝난 후에는 예산 및 결산, 프로그램을 평가한다.